# Tecnologia medieval

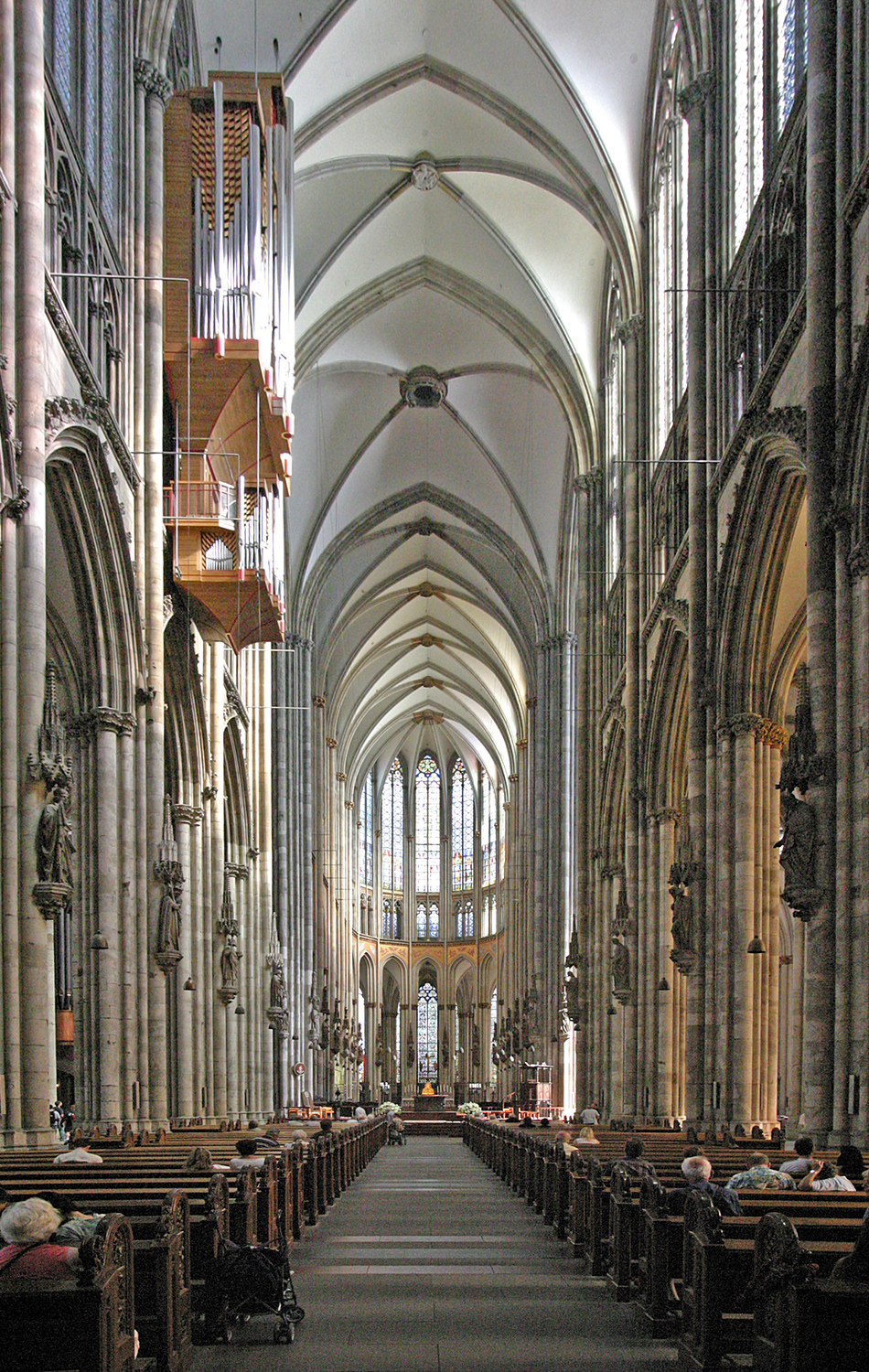
Avanços arquitetônicos possibilitaram o estilo gótico.

Tecnologia medieval trata das descobertas tecnológicas no período da Idade Média, que é o período intermédio numa divisão esquemática da História da Europa em quatro "eras", a saber: a Idade Antiga, a Idade Média, a Idade Moderna e a Idade Contemporânea. Essa "era" durou aproximadamente mil anos que se caracterizaram pelo predomínio do Cristianismo em todas as esferas da vida humana na Europa. O período também pode ser chamado de medievo e o adjetivo relacionado com ele é medieval.

## O legado tecnológico feudal
A arquitetura cisterciense, seguida da gótica, lançaram os fundamentos técnicos sem os quais não seriam possíveis as construções renascentistas. A invenção da prensa móvel terá grande efeito na sociedade europeia. A disseminação mais fácil da palavra escrita democratizou o aprendizado e permitiu a propagação mais rápida de novas idéias, e facilitou o caminho para a Revolução científica. A tecnologia das grandes navegações permitirá não apenas a expansão marítimo-comercial Europeia, mas ocasionará avanços científicos pela descoberta de um número extraordinário de novas espécies de animais e plantas, além de novas formações geológicas e climáticas.

## Tecnologia militar
Os inventos militares pouco avançaram no Ocidente medieval (Europa), permanecendo parecidos, na maioria das vezes, com os da Antiguidade clássica. O uso de armas, como as manganelas, as balistas (posibilitando a criação de trabucos), o arco e flecha (possibilitando futuramente a invenção da besta), as espadas e, ainda, infantaria montada (cavalaria). Isso mostra uma sociedade ainda muito "romana", se podemos assim dizer, graças a enorme quantidade de armas iguais.
Porém, com a chegada de Marco Polo da Ásia, houve significativas mudanças, graças à pólvora, que seria usada para a confecção de novas armas (agora, armas de fogo), uma verdadeira revolução para armas da época, mas ainda armas muito precárias, sem precisão e que atiravam poucos projeteis em um grande espaço de tempo, quando ainda não matavam os próprios atiradores, com uma explosão súbita. É marcado ainda nesta mesma época, o fim do uso de armas de cerco medievais, como o trabuco, e a partir de então, a implementação de canhões. Porém ainda se utilizaria os arcos e as bestas até meados do século XVIII, as espadas até o início do século XIX, quando se implanta uma "espada" na frente da arma de fogo (a baioneta) e a cavalaria até o século passado, com a introdução de "cavalaria moderna" (os tanques de guerra). A tecnologia militar medieval deu bases para a tecnologia militar atual, pois é o período medieval que se implanta o uso de armas de fogo.
Os europeus do final da idade média provavelmente não suspeitavam como os eventos futuros seriam grandiosos. Muito em breve aquele povo que herdara um império em frangalhos iria ter a ousadia de tentar dominar o mundo e, por mais que os homens do renascimento e de momentos históricos subseqüentes às vezes fizessem questão de esquecer, muito disso foi possibilitado pelas conquistas medievais.